# Wilhelm Schottler
Wilhelm Schottler (* 25. März 1869 in Mainz; † 10. November 1932 in Darmstadt) war ein deutscher Geologe und von 1924 bis 1932 Direktor der Hessischen Geologischen Landesanstalt zu Darmstadt.

## Leben
Schottler besuchte das Realgymnasium (heute: Gymnasium am Kurfürstlichen Schloss) in Mainz, wo er im März 1887 das Reifezeugnis erwarb. Zum Studium ging er nach Gießen, wo der Mineraloge Johann August Streng und der Chemiker Alexander Naumann zu seinen akademischen Lehrern gehörten. Er studierte zunächst mit dem Ziel, die Staatsprüfung für das höhere Lehramt in Naturwissenschaften abzulegen, was er im Jahr 1892 tat. Anschließend war er für einige Jahre im Schuldienst in Mainz, Gernsheim und Heppenheim beschäftigt, bis er im Jahr 1899 als Oberlehrer nach Groß-Umstadt und 1900 schließlich zurück nach Mainz kam.
Im Jahre 1897 promovierte er bei dem Geologen Reinhard Brauns mit einer Arbeit über den Ettringer Bellerberg in der Eifel.
1904 wurde Schottler als Landesgeologe bei dem damaligen Großherzoglich-Hessischen Geologischen Landesamt in Darmstadt angestellt. Im Jahr 1924 wurde er als Nachfolger von Gustav Klemm Direktor der jetzt nur noch als Hessische Geologische Landesanstalt bezeichneten Behörde. Er behielt diese Position bis zu seinem Tod; sein Nachfolger wurde der Geologe Otto Diehl.
Schottler war verheiratet und hatte eine Tochter und einen Sohn, Walter Schottler, der ebenfalls Geologe war. Schottler war zum Zeitpunkt seines Ablebens Mitglied der NSDAP.

## Wissenschaftliches Wirken
Als Landesgeologe des Großherzogtums und späteren Volksstaates Hessen war Schottler an der geologischen Landesaufnahme von Hessen maßgeblich beteiligt. Er begann seine Tätigkeit im südlichen Teil des Territoriums mit den Blättern Viernheim in der Rheinebene und Sensbach im Odenwald. Später wandte er sich dann dem oberhessischen Teil des Territoriums zu, wo er im Gebiet des Vogelsberges und seiner Randgebiete insgesamt neun Blätter aufnahm (Allendorf, Gießen, Laubach, Hungen, Seligenstadt, Nidda, Schotten, Herbstein, Ulrichstein). Diese Arbeiten zur Geologie und Petrographie des Vogelsbergs bildeten einen wesentlichen Schwerpunkt von Schottlers Tätigkeit, worüber er zahlreiche Publikationen veröffentlichte.

### Petrographie
Die im 19. Jahrhundert im Vogelsberg arbeitenden Geologen hatten mit der Schwierigkeit zu kämpfen, dass die dort verbreiteten Basalte und verwandten Gesteine sich makroskopisch kaum voneinander unterscheiden ließen. Das führte dazu, dass man sich zwar schon früh über die Verbreitung des Basalts ein recht genaues Bild verschaffen konnte (wie etwa eine geologische Übersichtskarte des hessischen Landesgeologen Karl Chelius aus dem Jahre 1905 zeigt), aber häufig auf den geologischen Detailkarten nicht differenzierte, sondern die Basalte als einheitlichen Gesteinstyp kartierte und darstellte. Bereits Schottlers akademischer Lehrer Streng hatte dazu beigetragen, die Gesteine mittels chemischer Analysen und Untersuchungen an Dünnschliffen unterscheidbar zu machen. Schottler stellte diese chemischen und petrographischen Charakterisierungen auf eine sehr viel breitere empirische Basis und entwickelte davon ausgehend ein eigenes System für die Klassifikation der Basaltgesteine. Dieses System ist zwar durch neuere Entwicklungen (etwa der Klassifikation im Streckeisendiagramm, im TAS-Diagramm oder im Basalttetraeder) überholt, wird jedoch in älteren Arbeiten zur Geologie des Vogelsbergs häufiger zitiert. Danach lassen sich die Basalte aufteilen in:
- Die „Trappgesteine“ oder „sauren Basalte“: Chemisch durch einen SiO2-Gehalt von um die 50 % und petrographisch durch das Auftreten von Ilmenit als dem vorherrschenden opaken Erzmineral charakterisiert. Enstatit kann fakultativ auftreten. Das Gefüge ist häufig doleritisch durch leistenförmig ausgebildeten Plagioklas und Ilmenit. (Da der Begriff Trapp in der Geologie auch in einem hiervon abweichenden, geomorphologisch geprägten Sinn für basaltische Deckenergüsse verwendet wird, besteht hier Verwechslungsgefahr.)

- Die „Alkalibasalte“, „Basalte im eigentlichen Sinne“ oder „basischen Basalte“: Sie sind SiO2-ärmer, mit einem Mittelwert um 45 %, und besitzen Magnetit als vorherrschende opake Erzphase. Ansonsten sind sie variationsreicher ausgebildet als die „Trappgesteine“. Der Plagioklas kann in diesen Gesteinen teilweise durch Leucit und/oder Nephelin ersetzt werden. Die Grundmasse kann glasig ausgebildet sein.

Da sich nach Schottlers Beobachtungen diese zwei Haupttypen niemals in Form von Einschüben oder Einlagerungen in Decken oder Strömen des jeweils anderen Typs fanden (was auf einen gemeinsamen Ausbruch beider Magmentypen hingedeutet hätte), solche Einlagerungen jedoch im Gelände häufig beobachtet wurden, sah er sich später veranlasst, das Schema um den Typ des „mittelsauren Basalts“ zu erweitern, der zwischen den beiden obengenannten Typen vermittelt. Jeder Typ ist darüber hinaus in weitere Untergruppen aufgeteilt.
Schottlers Klassifikation ist auf die moderne petrographische Systematik nicht unmittelbar übertragbar, wenn auch seine zwei Haupttypen die moderne Unterscheidung von Alkalibasalten und Subalkalibasalten widerspiegeln.

### Vulkanologie
War zu Beginn des 20. Jahrhunderts in der Geologie die Auffassung noch weit verbreitet, man habe es beim Vogelsberg mit einem alten Einzelvulkan („Hessischer Ätna“) zu tun, und die topographisch höchstgelegenen Punkte im Oberwald stellten die ehemalige Kraterregion dar, so erwies sich diese Annahme im Lichte der Details, die im Rahmen von Schottlers geologischer Aufnahme zu Tage kamen, zunehmend als unhaltbar. Schottler selbst zog den Vergleich mit der isländischen Laki-Spalte vor und wies zudem darauf hin, dass mehrere (punkt- wie spaltenförmige) Ausbruchsstellen in der Region zu finden seien, sodass insgesamt eher von einem Vulkanfeld als von einem Einzelvulkan auszugehen sei. Diese Auffassung wird auch heute noch vertreten.

### Bodenkunde
Ein weiterer Schwerpunkt von Schottlers Arbeit umfasste die Bodenkunde. Hier veröffentlichte er u. a. die Erläuterungen zur bodenkundlichen Übersichtskarte von Hessen.

## Publikationen (Auswahl)
- Schottler, Wilhelm: Zur Geologie und Petrographie der Basalte des Vogelsberges. In: Der Steinbruch, Band 3, 1908, Heft 5, S. 76–79, Heft 6, S. 96–100.
- Schottler, Wilhelm: Die Basalte der Umgegend von Gießen. In: Abhandlungen der Großherzoglich Hessischen Geologischen Landesanstalt zu Darmstadt, Band IV, Heft 3, A. Bergsträßer, Darmstadt 1908.
- Schottler, Wilhelm: Der Vogelsberg. Sein Untergrund und Oberbau. Westermann, Braunschweig 1920.
- Schottler, Wilhelm: Der Vogelsberg. In: Notizblatt der Hessischen Geologischen Landesanstalt zu Darmstadt, V. Folge, Heft 18, Darmstadt 1937, S. 3–86.